# Страйтоу
Страйтоу (исл. Strætó, слушатьо файле — сокр. от исл. strætisvagn «городской автобус» или букв. «уличный вагон») — муниципальное унитарное предприятие, охватывающее своей деятельностью Рейкьявик, весь столичный регион и, частично, другие города Исландии. Предприятие выполняет городские, пригородные и междугородние перевозки автобусами, а также заказные перевозки автобусами и микроавтобусами городского класса.

## Принадлежность
Страйтоу принадлежит муниципалитетам столичного региона Рейкьявика, Коупавогюра, Хабнарфьордюра, Гардабайра, Мосфедльсбайра и Селтьярнарнеса. Соотношение доли собственности каждого муниципалитета в предприятии соответствует его численности населения.
Правление Страйтоу, избираемое раз в 2 года, состоит из одного представителя и одного заместителя от каждого муниципалитета-члена. Представитель должен быть руководителем местного самоуправления или исполнительным директором соответствующего муниципального образования. Те же условия применяются к заместителям, назначаемым местным самоуправлением. Председатель правления выбирается из его членов.

## История

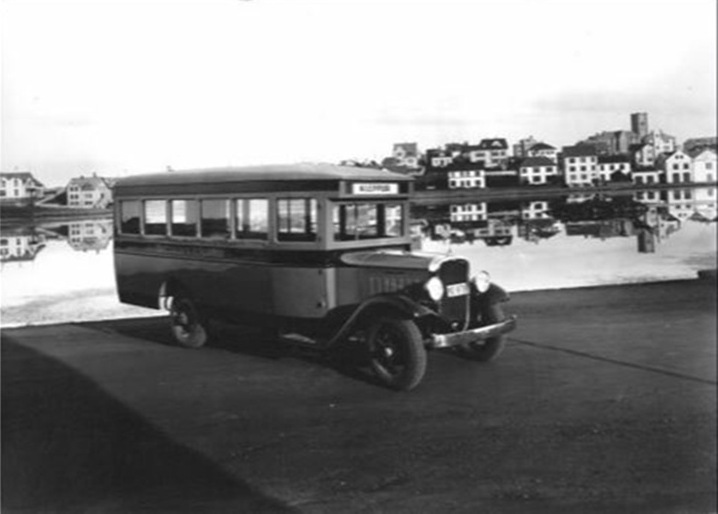
Один из первых автобусов в Рейкьявике стоит на Фрикиркьювегюр около пруда (1933)

История общественного транспорта в столичном регионе восходит к 31 октября 1931 году, когда был совершен первый городской автобусный рейс. Первые несколько лет перевозки выполняла частная компания Strætisvagnar Reykjavíkur, но в 1944 году городские власти Рейкьявика выкупили её и она продолжила работу под тем же названием.
1 июля 2001 года произошло слияние компаний Strætisvagnar Reykjavíkur, работавшей в Рейкьявике и северной части столичного региона (Мосфедльсбайр и Селтьярнарнес), и Almenningsvagnar, работавшей в южной части Хёвюдборгарсвайдид (Коупавогюр, Хабнарфьордюр, Аульфтанес и Гардабайр), с образованием новой муниципальной компании Страйтоу. В этом же году началось планирование новой маршрутной сетки, которая использовалась с начала 1970-х практически без изменений, если не считать добавления новых маршрутов в новые районы. Новая маршрутная сетка вступила в действие в начале 2005 года. Самым большим изменением было увеличение частоты рейсов в часы пик и введение так называемых «магистральных маршрутов» между основными пересадочными станциями.
Изначально деятельность Страйтоу охватывала только Рейкьявик (включая Кьяларнес) и столичный регион, но в 2005 году, с изменением маршрутной сетки, появились рейсы в близлежащие города Акранес и Сельфосс. С 2012 года стали осуществляться дальние междугородние рейсы, например, в аэропорт Кеблавик, Landeyjahafnar, Акюрейри, Эйильсстадир, Стиккисхоульмюр, Хоульмавик и Saudarkrokur.

## Оплата проезда
Внутригородской проезд в большинстве муниципалитетов бесплатный для всех пассажиров, кроме Рейкьявика и столичного региона (Коупавогюр, Хабнарфьордюр, Гардабайр, Мосфедльсбайр и Селтьярнарнес). Междугородние поездки платные во всех муниципалитетах.
Проезд оплачивается с помощью бумажных билетов и проездных карт, которые можно приобрести на сайте (оплатить кредитной картой и отправить домой заказным письмом), в точках продаж Страйтоу, или же с помощью смарт-билетов и смарт-проездных купленных через приложение Strætó для смартфонов. Проезд также можно оплатить непосредственно у водителя за наличные или банковской картой (только междугородние рейсы), при этом необходимо учитывать, что в Рейкьявике и столичном регионе водитель не может дать сдачи или разменять деньги. Водитель также уполномочен проверять действительность билетов и проездных, в том числе электронных в приложении Strætó.
После оплаты проезда водитель выдает билеты Сразу после оплаты проезда, как в Рейкьявике, так и за городом, водитель выдаёт так называемый «обменный билет» с отметкой времени выдачи. Этот билет действителен в течение 75 минут (за пределами столицы действует в течение 90 минут) после времени выдачи и даёт право на совершение поездок, в том числе и по другим маршрутам, в течение всего времени выдачи. После истечения времени действия обменного билета получить другой уже невозможно. Смарт-билеты в приложении действительны в течение 75 минут при поездках по столичному региону, поэтому нет необходимости получать у водителя обменный билет. Срок действия смарт-билетов при междугородних поездках зависит от предполагаемого времени в пути.
Базовый тариф за одну поездку в Рейкьявике и столичном регионе в 2021 году составляет 490 исландских крон для взрослых, 245 крон для детей в возрасте 12-17 лет, пожилых людей (67 лет и старше) и людей с ограниченными возможностями. Бесплатный проезд детей до 11 лет, провоз мелких домашних животных (коты, небольшие собаки и т. п.), багажа, детских колясок и велосипедов. Дневной проездной билет стоит 1930 крон.
Действует 5 видов проездных карт (действуют только в пределах Рейкьявика и столичного региона):
- обычная — карты сроком действия от 1 до 12 месяцев;
- молодёжная — годовые карты для лиц в возрасте от 12 до 17 лет;
- студенческая — шестимесячные или годовые карты для студентов;
- для стариков и инвалидов — годовые карты для пожилых и людей с ограниченными возможностями;
- транспортный — 12-месячная карта по цене 9-месячной карты для сотрудников компаний заключивших соглашение со Strætó.

В приложении Strætó для смартфонов можно покупать билеты и проездные, планировать поездки, видеть расположение автобусов в режиме реального времени и многое другое.

## Маршруты

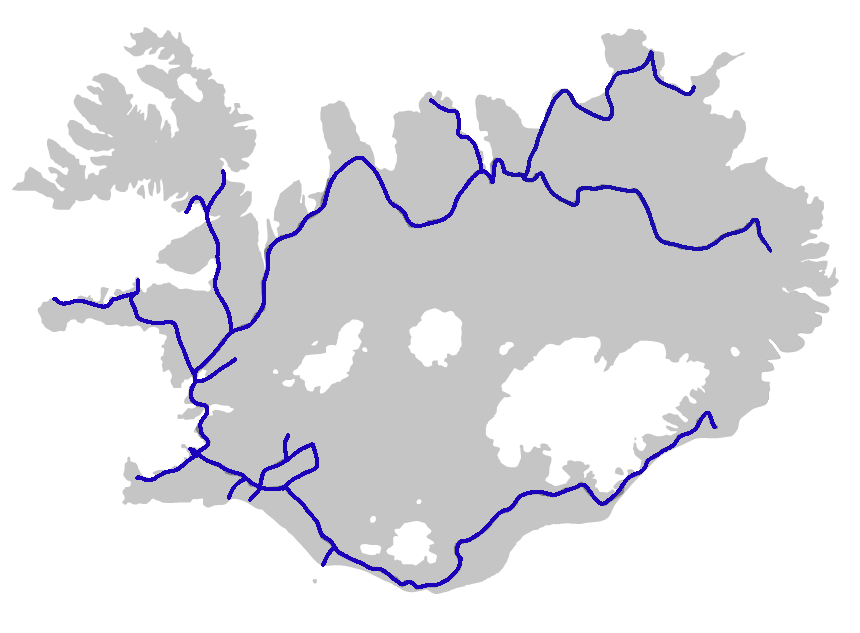
Автобусные маршруты Strætó по Исландии

Маршрутная сетка Страйтоу охватывает в первую очередь Рейкьявик и столичный регион, при этом непосредственно компанией осуществляются рейсы примерно на 56 % обслуживаемой территории. Остальные рейсы, с целью оптимизации деятельности предприятия, выставляются на аутсорсинг. Вне столичного региона общественный транспорт находится в ведении местных муниципалитетов, но сами перевозки осуществляются под брендом Страйтоу, которое занимается сервисным обслуживанием и интеграцией маршрутов. Междугороднее сообщение Страйтоу охватывает Сюдюрланд, Вестюрланд, Нордюрланд и Нордюрланд-Эйстра и осуществляется в соответствии с традиционной схемой принятой в Рейкьявике и столичном регионе.
Водителям не разрешается брать пассажиров между специально обозначенными остановками, а пассажиры не могут просить водителя остановиться где-либо ещё, кроме обозначенных остановок.
Если автобус заполнен пассажирами (по номинальной вместимости), то он имеет право не останавливаться на остановке, и пассажиры должны ждать следующего рейса.

### Рейкьявик и окрестности
| Номер | Маршрут                                                             |
| ----- | ------------------------------------------------------------------- |
| 1     | Hlemmur — Kópavogur — Garðabær — Fjörður — Vellir                   |
| 2     | Hlemmur — Grensás — Hamraborg — Smáralind — Salir — Mjódd           |
| 3     | Hlemmur — Kringlan — Mjódd — Sel — Fell — Hólar — Mjódd             |
| 4     | Hlemmur — Kringlan — Hamraborg — Mjódd — Hólar — Fell — Sel — Mjódd |
| 5     | BSÍ — Hlemmur — Ártún — Norðlingaholt                               |
| 6     | Hlemmur — Kringlan — Ártún — Spöng                                  |
| 7     | Spöngin — Barðastaðir — Helgafellsland — Leirvogstunga              |
| 8     | Nauthóll — BSÍ/Landspitalinn                                        |
| 11    | Mjódd — Hlemmur — Seltjarnarnes                                     |
| 12    | Skerjafjörður — Hlemmur — Mjódd — Ártún                             |
| 13    | Sléttuvegur — Hlemmur — Lækjartorg — Eiðistorg                      |
| 14    | Grandi — Hlemmur — Vogar — Verzló                                   |
| 15    | Mosfellsbær — Ártún — Hlemmur — Vesturbær                           |
| 16    | Hlemmur — Sæbraut — Ártún — Árbær                                   |
| 17    | Hlemmur — Mjódd — Fell — Berg                                       |
| 18    | Spöngin — Grafarholt — Ártún — Bústaðavegur — Hlemmur               |
| 19    | Kaplakriki — Hjallabraut — Fjörður — Dalsás — Ásvallalaug           |
| 21    | Háholt — Fjörður — Kauptún — Smáralind — Mjódd                      |
| 22    | Ásgarður — Urriðaholt — Ásgarður                                    |
| 23    | Ásgarður — Álftanes — Ásgarður                                      |
| 24    | Spöngin — Ártún — Mjódd — Smáralind — Garðabær                      |
| 27*   | Háholt — Laxnes — Háholt                                            |
| 28    | Hamraborg — Lindir — Salahverfi — Dalaþing                          |
| 29    | Háholt — Kjalarnes                                                  |
| 31    | Gufunesbær — Hamrar — Fjallkonuvegur — Hús — Egilshöll              |
| 35    | Hamraborg — Kársnes — Engihjalli — Hamraborg                        |
| 36    | Hamraborg — Engihjalli — Kársnes — Hamraborg                        |

### Сюдюрнес и Рейкьянесбайр
| Номер | Маршрут                                                                                |
| ----- | -------------------------------------------------------------------------------------- |
| 55    | Аэропорт Кеблавик — Reykjanesbær — Кейлир — Fjörður — Рейкьявик (Университет Исландии) |
| 87    | Вогар — Vogaafleggjari                                                                 |
| 88    | Гриндавик — Grindavíkurafleggjari — Reykjanesbær                                       |
| 89    | Reykjanesbær — Гардюр — Сандгерди                                                      |

Городские маршруты Рейкьянесбайра
| Номер | Маршрут                                                                 |
| ----- | ----------------------------------------------------------------------- |
| R1    | Miðstöð — Vatnsholt — Heiðarsel — Myllubakkaskóli — Nesvellir — Miðstöð |
| R3    | Miðstöð — Skógartorg — Keilir — Virkjun — Grænás — Miðstöð              |
| R4    | Miðstöð — Grænás — Hafnir- Grænás — Miðstöð                             |

### Сюдюрланд
| Номер | Маршрут                                                                   |
| ----- | ------------------------------------------------------------------------- |
| 51    | Рейкьявик — Хверагерди — Сельфосс — Hvolsvöllur — Вик — Skaftafell — Хёбн |
| 52    | Рейкьявик — Хверагерди — Сельфосс — Хедла — Hvolsvöllur — Landeyjahöfn    |
| 71    | Хверагерди — Þorlákshöfn                                                  |
| 72    | Сельфосс — Borg — Reykholt — Флудир — Сельфосс                            |
| 73    | Сельфосс — Флудир — Reykholt — Laugarvatn — Grímsnes — Сельфосс           |

### Вестюрланд и Нордюрланд
| Номер | Маршрут                                                              |
| ----- | -------------------------------------------------------------------- |
| 57    | Рейкьявик — Акранес — Боргарнес — Blönduós — Sauðárkrókur — Акюрейри |
| 58    | Боргарнес — Стиккисхоульмюр                                          |
| 59    | Боргарнес — Будардалюр — Хоульмавик                                  |
| 81    | Боргарнес — Хваннейри — Рейкхольт — Боргарнес                        |
| 82    | Стиккисхоульмюр — Грюндарфьордюр — Hellissandur                      |
| 84    | Skagaströnd — Blönduós                                               |

### Нордюрланд, Нордюрланд-Эйстра и Акюрейри
| Номер | Маршрут                                          |
| ----- | ------------------------------------------------ |
| 56    | Акюрейри — Reykjahlíð — Эйильсстадир             |
| 78    | Siglufjörður — Ólafsfjörður — Дальвик — Акюрейри |
| 79    | Хусавик — Акюрейри                               |

Городские маршруты Акюрейри
| Номер | Маршрут                   |
| ----- | ------------------------- |
| A1    | Brekka — Naustahverfi     |
| A2    | Naustahverfi — Brekka     |
| A3    | Giljahverfi — Síðuhverfi  |
| A4    | Síðuhverfi — Giljahverfi  |
| A5    | Naustahverfi — Síðuhverfi |
| A6    | Síðuhverfi — Naustahverfi |

### Эйстрюрланд
| Номер | Маршрут                                                           |
| ----- | ----------------------------------------------------------------- |
| E1    | Эйильсстадир — Рейдарфьордюр — Эскифьордюр — Нескёйпстадюр        |
| E3    | Сейдисфьордюр — Эйильсстадир                                      |
| E2    | Рейдарфьордюр — Фаускрудсфьордюр — Стёдварфьордюр — Брейддальсвик |
| E4    | Дьюпивогюр — Хёбн                                                 |
| E5    | Боргарфьордюр — Эйильсстадир                                      |